# Észak-amerikai labdarúgó-bajnokság (első osztály)
A Major League Soccer (MLS) az amerikai profi labdarúgó-bajnokság elnevezése, amely az ország legmagasabb szintű pontvadászata. A ligát jelenleg 27 amerikai és 3 kanadai csapat alkotja. A liga történetének eddig kilenc magyar labdarúgója volt, Urbányi István, Hercegfalvi Zoltán, Németh Krisztián, Sallói Dániel, Nikolics Nemanja, Stieber Zoltán, Baráth Botond, Schön Szabolcs és Gazdag Dániel.

## Lebonyolítási rendszer
Az amerikai major bajnokságokhoz (NBA, NFL, NHL) hasonlóan itt sem az Európában megszokott rendszerben zajlik a lebonyolítás. A szezon első része az úgynevezett alapszakasz, majd a végső sorrend a rájátszásban alakul ki.
A 2023-as szezon a következő módon zajlik:
- Az alapszakasz február 25-től október 21-ig, a rájátszás október 25-től december 9-ig tart.
- A 29 csapatot két főcsoportra osztották: keleten 15 és nyugaton 14 csapattal. Minden csapat 34 mérkőzést játszik.
- A legtöbb pontot összegyűjtő csapat az alapszakasz s ezáltal a Supporter's Shield győztese. Ezután 16 együttes jut a rájátszásba. Innen kieséses rendszerben folytatódnak a küzdelmek, amit egy döntő zár le.
- A rájátszásban az első forduló kivételével egy meccset játszanak, esetleges hosszabbítással, majd büntetőpárbajjal. Az oda-vissza mérkőzéseken nem alkalmazzák az idegenben lőtt gól szabályát.

## Történelem
Az MLS nem az első profi labdarúgó bajnokság az Egyesült Államokban. 1968-tól működött a NASL (North American Soccer League), melyben olyan játékosok léptek pályára, mint Pelé, Franz Beckenbauer, George Best, Eusébio, Johan Cruijff, Gerd Müller vagy Hugo Sánchez. Azonban a sok híres játékos ellenére 1984-ben megszűnt a liga. Ezután a tehetséges amerikai játékosok Európában rúgták a labdát.
Jelentős változást a FIFA 1991-es döntése hozott, amikor az Egyesült Államok megkapta az 1994-es labdarúgó-világbajnokság rendezési jogát. A labdarúgó-szövetség vezetői úgy gondolták, hogy ez nagyszerű alkalom egy új liga megszervezésére, a vb ugyanis felkeltette az érdeklődést a soccer iránt.
1995-ben eldőlt, hogy a ligát Major League Soccer névre keresztelik, majd 1996. április 6-án San Joséban elindult az első szezon. A 10 csapatot két csoportra osztották, keleten szerepelt a Columbus Crew, a D.C. United, a New England Revolution, a NY/NJ MetroStars és a Tampa Bay Mutiny. A nyugati konferenciát a Colorado Rapids, a Dallas Burn, a Kansas City Wiz, a Los Angeles Galaxy és a San Jose Clash alkotta.

## Jelenkor
A bajnokságban már a kezdetekor is meghatározóak voltak a külföldi játékosok. Tulajdonképpen velük akarták a nézőket kicsalogatni a stadionokba. A rajtnál olyan játékosok szerződtek Amerikába, mint a kolumbiai Carlos Valderrama, az olasz Roberto Donadoni és Walter Zenga, a mexikói Jorge Campos, a bolíviai Marco Etcheverry vagy a nigériai Ben Iroha. Később is sikerült elismert játékosokat átcsábítani a tengeren túlra, így például Youri Djorkaeffet, Andreas Herzogot, de megfordult itt Lothar Matthäus is.
2007-ben azonban talán ennél is meglepőbb szerződtetéssel kerültek a figyelem középpontjába, ugyanis David Beckham a Real Madridot elhagyva a Los Angeles Galaxyben folytatja pályafutását.
További neves játékosokat igazoltak az amerikai klubok, mint Cuauhtémoc Blanco (Chicago Fire) és Juan Pablo Ángel (New York Red Bulls). Az ő leigazolásuk nagyban hozzájárult a liga népszerűsítéséhez. Ennek köszönhetően európai tapasztalatokkal bíró amerikai játékosok igazoltak haza, így például Clint Dempsey, Jozy Altidore, Claudio Reyna és Brian McBride. 2009-ben a Seattle Sounders FC csatlakozott a ligához. 2010-ben felépült a Red Bull Aréna New Yorkban, majd leigazolták a francia világ- és Európa-bajnok Thierry Henryt. 2011-ben új kanadai taggal bővült a liga, megalakult a Vancouver Whitecaps FC. A 2010-11-es CONCACAF-bajnokok ligája döntőjébe jutott a Real Salt Lake. A Los Angeles Galaxy szerződtette az ír Robbie Keanet, míg a liga 19. csapata a Montreal Impact lett, harmadik kanadai csapatként. 2012-ben az ausztrál Tim Cahill a New York Red Bullshoz igazolt.

### 2013-tól napjainkig
2013-ban bejelentették, hogy két új csapat, a New York City FC és az Orlando City csatlakozik a ligához 2015-től. A 2014-es labdarúgó-világbajnokságon 21 MLS-ben szereplő játékos vett részt, ami rekordnak számított. 2014. szeptember 18-án a liga bemutatta az új logóját, ami a megalapítás óta először változott. A Chivas USA volt a liga 22. csapata, mely azonban 2015 – ben megszűnt. A szezon elején olyan, európai bajnokságokban és válogatottakban is meghatározó játékosokat szerződtettek a csapatok, mint Giovani dos Santos, Kaká, Andrea Pirlo, Frank Lampard, Steven Gerrard, Didier Drogba, David Villa és Sebastian Giovinco. 2015. december 6-án bejelentették, hogy a csapatok létszámát 28 fősre tervezik emelni. A 2023-as szezonra már 29 csapat játszott a ligában, a St. Louis City SC és a Charlotte FC csatlakozása után. 2025-ben 30 csapatra bővült a bajnokság, miután csatlakozott a San Diego.

## A Major League Soccer csapatai
Magyarázat
- 1 Nem labdarúgó-stadion.
- 2 Tervezett átalakítás labdarúgó-stadionná.

### Korábbi klubok
- Miami Fusion (1998–2001)
- Tampa Bay Mutiny (1996–2001)
- Chivas USA (2005–2014)

### Jövőbeli csapatok
| Csapat    | Város         | Stadion            | Alapítva | Csatlakozott |
| --------- | ------------- | ------------------ | -------- | ------------ |
| San Diego | San Diego, CA | Snapdragon Stadion | 2023     | 2025         |

## MLS-bajnokok
| Szezon | MLS-bajnok                 | Alapszakasz győztese       |
| ------ | -------------------------- | -------------------------- |
| 1996   | D.C. United (1)            | Tampa Bay Mutiny (1)       |
| 1997   | D.C. United (2, 1)         | D.C. United (2, 1)         |
| 1998   | Chicago Fire (1)           | Los Angeles Galaxy (1)     |
| 1999   | D.C. United (3, 2)         | D.C. United (3, 2)         |
| 2000   | Kansas City Wizards (1, 1) | Kansas City Wizards (1, 1) |
| 2001   | San Jose Earthquakes (1)   | Miami Fusion (1)           |
| 2002   | Los Angeles Galaxy (1, 2)  | Los Angeles Galaxy (1, 2)  |
| 2003   | San Jose Earthquakes (2)   | Chicago Fire (1)           |
| 2004   | D.C. United (4)            | Columbus Crew (1)          |
| 2005   | Los Angeles Galaxy (2)     | San Jose Earthquakes (1)   |
| 2006   | Houston Dynamo (1)         | D.C. United (3)            |
| 2007   | Houston Dynamo (2)         | D.C. United (4)            |
| 2008   | Columbus Crew (1, 2)       | Columbus Crew (1, 2)       |
| 2009   | Real Salt Lake (1)         | Columbus Crew (3)          |
| 2010   | Colorado Rapids (1)        | Los Angeles Galaxy (3)     |
| 2011   | Los Angeles Galaxy (3)     | Los Angeles Galaxy (3)     |
| 2012   | Los Angeles Galaxy (4)     | San Jose Earthquakes (2)   |
| 2013   | Sporting Kansas City (1)   | New York Red Bulls (1)     |
| 2014   | Los Angeles Galaxy (5)     | Seattle Sounders (1)       |
| 2015   | Portland Timbers (1)       | New York Red Bulls (2)     |
| 2016   | Seattle Sounders (1)       | FC Dallas (1)              |
| 2017   | Toronto FC (1)             | Toronto FC (1)             |
| 2018   | Atlanta United (1)         | New York Red Bulls (3)     |
| 2019   | Seattle Sounders (2)       | Los Angeles FC (1)         |
| 2020   | Columbus Crew (2)          | Philadelphia Union (1)     |
| 2021   | New York City (1)          | New England Revolution (1) |
| 2022   | Los Angeles FC (1)         | Los Angeles FC (2)         |
| 2023   | Columbus Crew (3)          | FC Cincinnati (1)          |
| 2024   | Los Angeles Galaxy (6)     | Inter Miami CF (1)         |

## MLS-rekordok
A félkövérrel szedettek aktív MLS-játékosok. A Transfermarkt.de adatai alapján
| Név | Mérkőzés          |     |
| --- | ----------------- | --- |
| 1   | Kyle Beckerman    | 483 |
| 2   | Jeff Larentowicz  | 434 |
| 3   | Chris Wondolowski | 378 |
| 4   | Brad Davis        | 369 |
| 5   | Ricardo Clark     | 357 |
| 6   | Kei Kamara        | 356 |
| 7   | Steve Ralston     | 354 |
| 8   | Davy Arnaud       | 348 |
| 9   | Dominic Oduro     | 345 |
| 10  | Jeff Cunningham   | 339 |

| Név | Gól                     |     |
| --- | ----------------------- | --- |
| 1   | Chris Wondolowski       | 164 |
| 2   | Landon Donovan          | 140 |
| 3   | Jaime Moreno            | 130 |
| 4   | Kei Kamara              | 129 |
| 5   | Jeff Cunningham         | 118 |
| 6   | Bradley Wright-Phillips | 113 |
| 7   | Ante Razov              | 107 |
| 8   | Dwayne de Rosario       | 101 |
| 9   | Jason Kreis             | 95  |
| 10  | Edson Buddle            | 91  |

(frissítve: 2024. december 8.)

## Magyar játékosok listája
A félkövérrel szedettek aktív MLS-játékosok.
| Név                | Csapat(ok)                         | Szezon(ok)          |
| ------------------ | ---------------------------------- | ------------------- |
| Urbányi István     | San Jose Earthquakes               | 1997–1998           |
| Hercegfalvi Zoltán | Sporting Kansas City               | 2009                |
| Németh Krisztián   | Kansas City, New England, Columbus | 2015, 2017–19, 2020 |
| Stieber Zoltán     | D.C. United                        | 2017–19             |
| Sallói Dániel      | Sporting Kansas City               | 2017–               |
| Nikolics Nemanja   | Chicago Fire FC                    | 2017–2019           |
| Baráth Botond      | Sporting Kansas City               | 2019–2020           |
| Schön Szabolcs     | FC Dallas                          | 2021–2022           |
| Gazdag Dániel      | Philadelphia Union                 | 2021–               |